# The Order: 1886
The Order: 1886 és un videojoc de trets en tercera persona per a un sol jugador desenvolupat per Ready at Dawn i SCE Santa Monica Studio, i publicat per Sony Computer Entertainment, que va ser anunciat en l'esdeveniment I3 2013 i va ser llançat exclusivament per la PlayStation 4 el 20 de febrer de 2015.
Després del seu llançament, The Order: 1886 va rebre crítiques mixtes, amb les lloances dirigides especialment a valorar la producció del joc, els gràfics i els assoliments tècnics, mentre va rebre crítiques referides al temps de joc, la història, la jugabilitat, la rejugabilidad, l'excessiva utilització de seqüències cinemàtiques i el quick time event, la poca creativitat i la participació del jugador en el videojoc.

## Trama
The Order: 1886 es troba en una història alternativa de Londres, on una vella ordre de cavallers intenta mantenir a tothom a resguard d'una raça de monstres, que són una combinació dels animals i l'home. En la història del videojoc, al voltant dels segles XII o xiii, un petit nombre d'humans va assumir trets bestials. La majoria dels humans temien a aquests mestissos i va esclatar la guerra. A pesar que els éssers humans superaven en nombre als mestissos, la força dels monstres els va donar l'avantatge en segles de conflicte.
Segles abans, la humanitat troba una nova esperança en el Rei Artur i els Cavallers de la Taula Rodona. El rei Artur i els seus cavallers d'idees afins van prendre la regna de la lluita als mestissos, però Arturo aviat es va adonar que és una batalla perduda. A través d'un gir misteriós de la destinació, els Cavallers descobreixen el Blackwater, un líquid místic que estén significativament la seva vida i els dona habilitats curatives. Malgrat aquest nou avantatge, els mestissos continuen guanyant batalla rere batalla, fins que la Revolució Industrial canvia el rumb. Els enginyers estan molt per davant del seu temps, inventant tecnologies com la termografia, zepelins, i les comunicacions sense fils. També s'inventen noves armes, com una que dispara electricitat, encenen núvols de metall fos en la part superior dels enemics, i compleixen una doble funció com a magranes de fragmentació i les mines de proximitat.

## Desenvolupament
En un post en el blog de PlayStation, el CEO de Ready at Dawn i director creatiu Ru Weerasuriya va revelar que The Order: 1886 ha estat en obres des de 2010. El joc va ser anunciat en l'I3 2013 com una nova propietat intel·lectual per la PlayStation 4. També el 29 d'agost de 2013, Ru Weerasuriya va revelar que la decisió de seguir endavant amb The Order: 1886 va ser influenciada per Uncharted 2: Among Thieves. El 6 de febrer de 2014, es va anunciar que el joc serà només per a un jugador i que el joc correrà a 30 FPS.
El 17 de gener de 2015, Ready at Dawn va confirmar que el joc havia estat declarat en la seva última fase, la qual cosa indica que s'estava preparant per a la producció i llançament. The Order: 1886 va ser posat en llibertat el 20 de febrer de 2015.

## Recepció
Després del seu llançament, The Order: 1886 va rebre crítiques mixtes dels crítics, amb les lloances dirigides especialment a valorar la producció del joc, els gràfics i els assoliments tècnics, mentre va rebre crítiques referides al temps de joc, la història, la jugabilitat, el valor de reproducció, la poca creativitat i la participació del jugador en el videojoc. Va rebre una puntuació acumulada de 64,40% en GameRankings basat en 56 comentaris i 65/100 en Metacritic basat en 81 opinions.
Daniel Bloodworth de GameTrailers va elogiar els seus gràfics impecables, les textures, la il·luminació i l'animació facial, com ell va declarar que "l'aparença de l'Ordre és prou potent com per valer un videojoc per si mateixa." També va elogiar el disseny detallat dels personatges, els ambients i les ubicacions.
Play li va donar al videojoc un 8,1/10, lloant la seva actuació satisfactòria, l'alt valor de producció, la decent veu d'acció i el diàleg, la recreació detallada del segle xix a Londres i el realista joc d'armes basat encobriment. També va elogiar a la sorprenent quantitat de recursos que usa, tals com els tirotejos amb sistema de cobertura, el sigil i la resolució d'enigmes. No obstant això, va criticar a les armes, que va afirmar "que van des del límit de l'inútil fins al ridícul domini", va resumir la crítica dient que "si bé és una breu aventura cinematogràfica i explosiva podria no ser el que volen alguns jugadors moderns, és clarament la millor manera de mostrar el veritable poder d'una nova consola just després del seu primer aniversari."
Matt Miller de Game Informer va elogiar la seva presentació fílmica, la música atmosfèrica orquestral, les gratificants però massa, cinemàtiques de les escenes d'acció, la gran varietat d'armes, el control suau, els forts tirotejos, els complicats personatges, l'entorn autèntic i la ubicació memorable. No obstant això, va criticar la baixa rejugabilidad, la història, per haver deixat massa conflictes no resolts i moltes preguntes sense contestar, així com el combat i la jugabilitat que va afirmar que "se sent com jugar a través d'un llarg model de mecàniques ja conegudes de trets en tercera persones." Va resumir la crítica dient que "1886 va en contra de la marea actual d'un món obert i errante i les seqüències emergents, i la idea central és que els jugadors poden gaudir d'una aventura cinematogràfica senzilla i relativament breu."
Brandin Tyrrel de IGN va donar al joc un 6,5/10, mentre que elogiava el seu univers i la seva atmosfera atractius i el seu creatiu armament, va criticar el ritme del joc, la falta del sentit de la interactivitat amb el món lliurat, la decebedora tècnica de disparar i tapar-se, la falta del joc tàctic, la mala relació d'aspectes, els esdeveniments de temps ràpid i poca profunditat, les excessives missions lineals, que va afirmar "han despullat als jugadors lluny de la llibertat." També va criticar la falta de contingut, quan va declarar: "No hi ha raó per tornar a jugar la curta i atrofiada campanya per a un jugador una vegada que s'hagi completat, simplement no hi ha molt més per veure."
Chris Carter de Destructoid va criticar el seu maneig d'armes, que va qualificar de "ben construït però estàndard", la falta de joc, que va declarar "on The Order deixa de ser gran és quan utilitza els angles de la càmera autocomplaents i la necessitat de centrar-se tant a convertir el videojoc en un simulador de caminar." També va criticar la manera de joc lineal, la predictible narrativa, els oblidables i clàssics personatges, la decebedora lluita amb el cap final, la curta longitud del videojoc, així com la falta de valor de rejugabilitat i qualsevol tipus de multijugador. Va resumir la crítica dient que "espero sincerament que això no sigui l'últim que hem vist d'aquest univers, però ara com ara, només val la pena visitar-ho una vegada, breument."
David Houghton de GamesRadar va criticar l'escassa varietat de tipus d'enemics, la visió estreta del disseny ambiental, el món restrictiu, el combat bàsic, les seqüències cinemàtiques innecessàries, la història i els personatges sense complicacions, i l'ús excessiu de quick time events (QTE), que va descriure com "la embogida i il·lògica necessitat patològica de convertir tot en un QTE mata qualsevol emoció o sensació de control." També va criticar el videojoc per la falta de participació de jugador i la constant presa de control a distància dels jugadors. També va declarar que "És [The Order] aparentment la greu falta de comprensió de qualsevol classe de videojocs del 2015." Va resumir el joc dient que "els arcaics enfocaments de The Order, amb un individual enfocament per a la interacció i la narrativa, no obstant això, fan que sigui una experiència antiquada i oblidable a l'instant."
Kevin VanOrd de GameSpot va criticar la narració de les històries, la jugabilitat i la falta de missions amb armes i homes llops que havien estat reemplaçades per llargs períodes d'inactivitat amb observació d'objectes i caminant lentament. VanOrd, no obstant això, va lloar els elegants efectes visuals, les divertides armes utilitzades quan es dona l'oportunitat, i l'excel·lent actuació de veu que era "molt millor que el que el material mereixia."
Peter Pares de Game Revolution va ser crític amb el joc, citant el seu pobre IA, la seva història poc interessant, la falta de desenvolupament dels personatges, un joc que no entreté, i la durada del joc, el que assenyala "abusa del seu acolliment fins i tot en menys de 7 hores." Va comparar el videojoc amb Ryse: Són of Rome i Heavenly Sword, que va qualificar de "un videojoc avorrit d'acció i aventura que acompanya al primer any de llançament d'una consola."
David Jenkins de Metre va donar al joc un 4/10, cridant-ho un clon de Gears of War, al·legant que era un videojoc sense inspiració, amb una narració avorrida, amb accions sense vida i repetitives i personatges insulsos. Va afirmar que "potser els seus programadors haurien d'haver utilitzat els seus talents en alguna empresa d'efectes visuals, ja que clarament no tenen cap coneixement de l'entreteniment interactiu."
La versió comercial de The Ordre: 1886 va debutar en el primer lloc en la llista de vendes de programari minorista del Regne Unit, per la qual cosa és el primer joc desenvolupat per l'equip de desenvolupament intern de Sony a prendre el primer lloc d'aquesta la taula des d'agost de 2014.